# Джексон Ли, Шейла
Шейла Джексон Ли (англ. Sheila Jackson Lee; 12 января 1950, Куинс, Нью-Йорк — 19 июля 2024, Хьюстон) — американский юрист и политик. Муниципальный судья в 1987—1990 годах, депутат городского совета Хьюстона (Техас) в 1990—1994 годах, депутат Палаты представителей США от Демократической партии (18-й округ Техаса) с 1994 года до своей смерти в 2024 году. Основной автор законопроекта о признании праздником Дня освобождения рабов.

## Биография
Родилась 12 января 1950 года в Куинсе. Окончила среднюю школу Джамейки (штат Нью-Йорк) в 1968 году. В 1972 году получила степень бакалавра в Йельском университете по специальности «политолог» (официальный сайт Джексон Ли сообщает, что это был первый выпуск по данной специальности в Йельском университете и что она завершила учёбу с отличием).
В 1975 году окончила Школу права Виргинского университета со степенью доктора юриспруденции. Вела частную адвокатскую практику, в 1977—1978 годах консультант специальной комиссии Палаты представителей США по убийствам. С 1987 по 1990 год муниципальный судья Хьюстона (Техас), в 1990—1994 годах муниципальный депутат Хьюстона. В 1994 году баллотировалась от Демократической партии в 18-м округе Техаса в Палату представителей США, бросив вызов на внутрипартийных выборах действующему депутату от 18-го округа Крейгу Вашингтону. Победив на этих выборах, переизбиралась от этого округа в Палату представителей ещё 14 раз каждый двухгодичный цикл. В 10 из 14 случаев избиралась без соперников, в остальных случаях набирала не менее 2/3 поданных голосов.
В конгрессе входила в состав комитетов Палаты представителей по вопросам судопроизводства, бюджета и внутренней безопасности. За время работы в конгрессе стала основным автором или соавтором ряда законопроектов в области охраны правопорядка и гражданских прав молодёжи и женщин. Была также основным автором законопроекта о признании праздником Дня освобождения рабов. Издания Congressional Quarterly и U.S. News & World Report включали Джексон Ли в число наиболее эффективных и влиятельных членов Конгресса США. Первая женщина — старший член подкомитета Палаты представителей по преступности, терроризму и внутренней безопасности, впоследствии заняла пост его председателя. Оставила этот пост, а также позицию председателя совета директоров Фонда собрания чернокожих в Конгрессе, в 2019 году после скандала, связанного с судебным иском об изнасиловании бывшей сотрудницы фонда.
В 2023 году Джексон Ли была одной из 16 кандидатов на пост мэра Хьюстона. Вышла во второй круг голосования вместе с ещё одним политиком-демократом, сенатором штата Техас Джоном Уитмайром, значительно опередив всех остальных соперников. Во втором круге, однако, потерпела крупное поражение, набрав 35 % голосов против 65 % у Уитмайра.
Шейла Джексон Ли была замужем за доктором Элвином Ли, также выпускником Йельского университета и администратором Хьюстонского университета, до своей смерти. У супругов двое детей — сын Джейсон и дочь Эрика.

### Здоровье и смерть
У Джексон Ли ранее был выявлен рак молочной железы, но в 2012 году она была объявлена излечившейся от рака.
2 июня 2024 года Джексон Ли объявила, что у неё диагностирован рак поджелудочной железы и она проходит курс лечения. Она умерла в больнице Хьюстона 19 июля 2024 года в возрасте 74 лет.